# Augusto Lauro

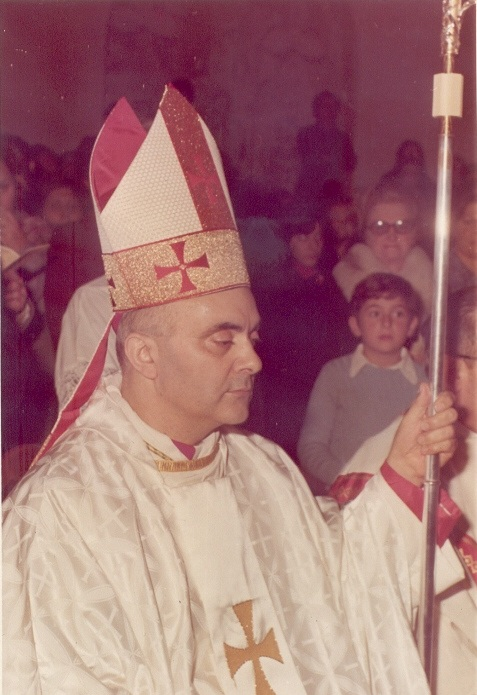
Bischof Augusto Lauro (1975)

Augusto Lauro (* 29. November 1923 in Tarvisio, Friaul-Julisch Venetien; † 7. März 2023 in Cosenza, Kalabrien) war ein italienischer Geistlicher und römisch-katholischer Bischof von San Marco Argentano-Scalea.

## Leben
Augusto Lauro empfing nach seiner theologischen Ausbildung am 29. Juni 1947 die Priesterweihe durch den Erzbischof von Cosenza, Aniello Calcara. Er war unter anderem Diözesanassistent der Italienischen Jugend der Katholischen Aktion (GIAC; italienisch Gioventù Italiana di Azione Cattolica) und Generalvikar im Erzbistum Cosenza.
Papst Paul VI. ernannte ihn am 8. September 1975 zum Weihbischof in Cosenza und Titularbischof von Bigastro. Der Erzbischof von Cosenza, Enea Selis, spendete ihm am 28. Oktober desselben Jahres die Bischofsweihe; Mitkonsekratoren waren Domenico Picchinenna, Erzbischof von Catania, und Giuseppe Vairo, Bischof von Venosa.
Am 7. April 1979 wurde er zum Bischof von San Marco Argentano-Scalea ernannt. Am 6. März 1999 nahm Papst Johannes Paul II. seinen altersbedingten Rücktritt an.
Augusto Lauro starb am 7. März 2023 im Alter von 99 Jahren.